# Saint-Hilaire-Bonneval
Saint-Hilaire-Bonneval település Franciaországban, Haute-Vienne megyében. Lakosainak száma 1005 fő (2022. január 1.). Saint-Hilaire-Bonneval Boisseuil, Eyjeaux, Pierre-Buffière, Saint-Genest-sur-Roselle, Saint-Jean-Ligoure, Saint-Paul és Vicq-sur-Breuilh községekkel határos.

## Népesség
A település népessége az elmúlt években az alábbi módon változott:
| Lakosok száma | 951  | 968  | 990  | 988  | 990  | 990  | 996  | 1001 | 1005 |
|               | 2013 | 2015 | 2016 | 2017 | 2018 | 2019 | 2020 | 2021 | 2022 |